# Sesto Calende
Sesto Calende (Sèst in dialetto varesotto) è un comune italiano di 10 980 abitanti della provincia di Varese  in Lombardia situato nella zona dell'Alto Milanese. Il borgo è posto al capo meridionale del Lago Maggiore, dove il Ticino riprende il suo cammino verso il Po.
Il 28 aprile 2011, con decreto presidenziale firmato da Giorgio Napolitano, a Sesto Calende è stato concesso il titolo di città.

## Geografia fisica

### Territorio
Il territorio del comune di Sesto Calende è situato nel cuore dell'anfiteatro morenico del Verbano, in terra lombarda
ma sul confine con il Piemonte. Il capoluogo sorge nel punto in cui il Ticino esce dal Lago Maggiore per riprendere il suo cammino verso il Po.
L'area si presenta circondata da colline ed immersa nel verde del Parco del Ticino e gli è stato dato il titolo di città dall'anno 2011.

## Origini del nome
Il nome "Sesto" (lat. Ad Sextum) deriva dal fatto che la città distasse sei miglia romane da Somma Lombardo (lat. Ad sextum lapidem, ovvero "alla sesta pietra miliare"), altra importante località lungo la via Mediolanum-Verbannus. La specifica "Calende" deriva invece dal latino Kalendarum, con un riferimento alle "calende", che richiama il periodo in cui si teneva, in questa città, il mercato pubblico in epoca romana.

## Storia

### Epoca romana
Da Sesto Calende passava la via Mediolanum-Verbannus, strada romana che collegava Milano al Lago Maggiore. Qui la via si divideva nelle sue due direttrici terminali: la prima raggiungeva Angera, mentre l'altra raggiungeva la val d'Ossola.

### Epoca moderna
Già appartenente al Contado del Seprio come sede di sculdascio, e successivamente alla Pieve di Angera, dalla metà dell'XI secolo, fino al 1820, appartenne alla diocesi di Pavia. Comprendeva la località di Cocquo. 
In età napoleonica (1811) venne aggregato a Sesto Calende il limitrofo comune di Golasecca, che recuperò l'autonomia nel 1816, in seguito alla costituzione del Regno Lombardo-Veneto.
Fino all'avvento della ferrovia l'economia di Sesto Calende era basata sulla navigazione sul fiume Ticino. Le barche erano di proprietà dei mercanti di Sesto Calende che le affidavano a delle guide che erano chiamate paroni e i più esperti, cioè quelli che conoscevano le insidiose rapide del fiume, provenivano esclusivamente dai comuni di Golasecca e Castelletto Ticino. Tra Sesto Calende e Tornavento vi erano infatti ben undici rapide, ognuna contraddistinta con un proprio nome dialettale; le guide tramandavano da padre in figlio l'arte di saper condurre le barche, a volte lunghe fino a venti metri, attraverso queste rapide.
Era una corporazione molto forte tanto da imporre le loro tariffe ai vari mercanti che li ingaggiavano nei singoli viaggi per trasportare le loro merci sul fiume Ticino e sul Po, fino a Venezia. Erano titolari di una sorta di "patente" e nessun altro poteva entrare nella corporazione senza il loro permesso.
I Paroni erano proprietari dell'attrezzatura e dei cavalli che servivano a rimorchiare le barche nella dura risalita del fiume.
Fino al 1882 Sesto Calende manteneva un ruolo di collegamento per il commercio dei grani fra il fiume e il lago; porto d'arrivo delle granaglie era la svizzera Magadino da dove poi le merci proseguivano su carri, attraversando i passi del Gottardo, Lucomagno e San Bernardino. Sulla riva del fiume vi erano una quindicina di magazzini per l'ammasso dei cereali e risiedeva il "commissario per la spunta dei grani" che prendeva in carico i prodotti in arrivo quotidianamente e rilasciava la licenza di esportazione per il mercato di Laveno. È infatti del 1786 il documento più antico esistente presso l'Archivio Municipale di Sesto Calende e che riguardava l'istituzione di un mercato dei grani, bestiame ed altro da tenersi il mercoledì.
Il mercato si svolgeva attorno al porto, alla confluenza tra la strada postale del Sempione e il vecchio traghetto di Castelletto Ticino.
Nel 1869 al comune di Sesto Calende venne aggregato il soppresso comune di Oriano sopra Ticino. Nel 1919 era sede della 307ª Squadriglia. Sesto Calende appartenne fino al 1927 al circondario di Gallarate della provincia di Milano; in tale anno entrò nella neocostituita provincia di Varese. L'anno successivo fu aggregato a Sesto Calende il soppresso comune di Lisanza, e nel 1929 la località di Lentate, già frazione di Osmate-Lentate.

### Simboli

Il gonfalone

Lo stemma, il gonfalone e la bandiera della Città di Sesto Calende sono stati concessi con decreto del presidente della Repubblica del 28 marzo 2013.
Questo emblema risale al XVI secolo: il dado rappresenta la fortuna e il compasso la precisione, così com'è raffigurato in un affresco sulla facciata di Palazzo Riboni, in piazza Garibaldi, fatto eseguire da Apostolo Verali nel 1564.
Il gonfalone è un drappo di giallo con la bordatura di azzurro.
La bandiera è un drappo di azzurro addestrato dal palo di bianco, esso palo caricato superiormente dallo stemma civico.

## Monumenti e luoghi d'interesse

### Architetture religiose
Abbazia di San Donato
L'Abbazia di San Donato è sita in località un tempo denominata Scozzola o Scovilla, è il maggiore monumento sestese. Edificata tra il IX e il X secolo, con l'attigua, poi scomparsa Abbazia voluta dal Vescovo di Pavia, Liutardo de' Conti, restò per secoli legata all'ambiente pavese, di rito romano, pur essendo geograficamente in area ambrosiana.
Chiesa prepositurale di San Bernardino
La Chiesa prepositurale di San Bernardino fu costruita agli inizi del nostro XX secolo in luogo dell'antica chiesa di San Bernardino che era situata in Piazza Garibaldi, abbattuta d'autorità dal comune di Sesto Calende. La chiesa attuale non è quindi la più antica, ma è la più vasta in ampiezza.
Oratorio di San Vincenzo
L'Oratorio di San Vincenzo, detto anche "dei Re Magi", è una chiesetta situata a nord di Sesto Calende, su un poggio erboso, domina dall'alto la valle del Ticino, il Lago Maggiore e Sesto Calende.
Chiesa di Sant'Antonio Abate
La Chiesa di Sant'Antonio Abate di Oriano Ticino, è un edificio religioso del comune di Sesto Calende risalente al XIX secolo.

### Altri luoghi di interesse

#### Sass da Preja Büja

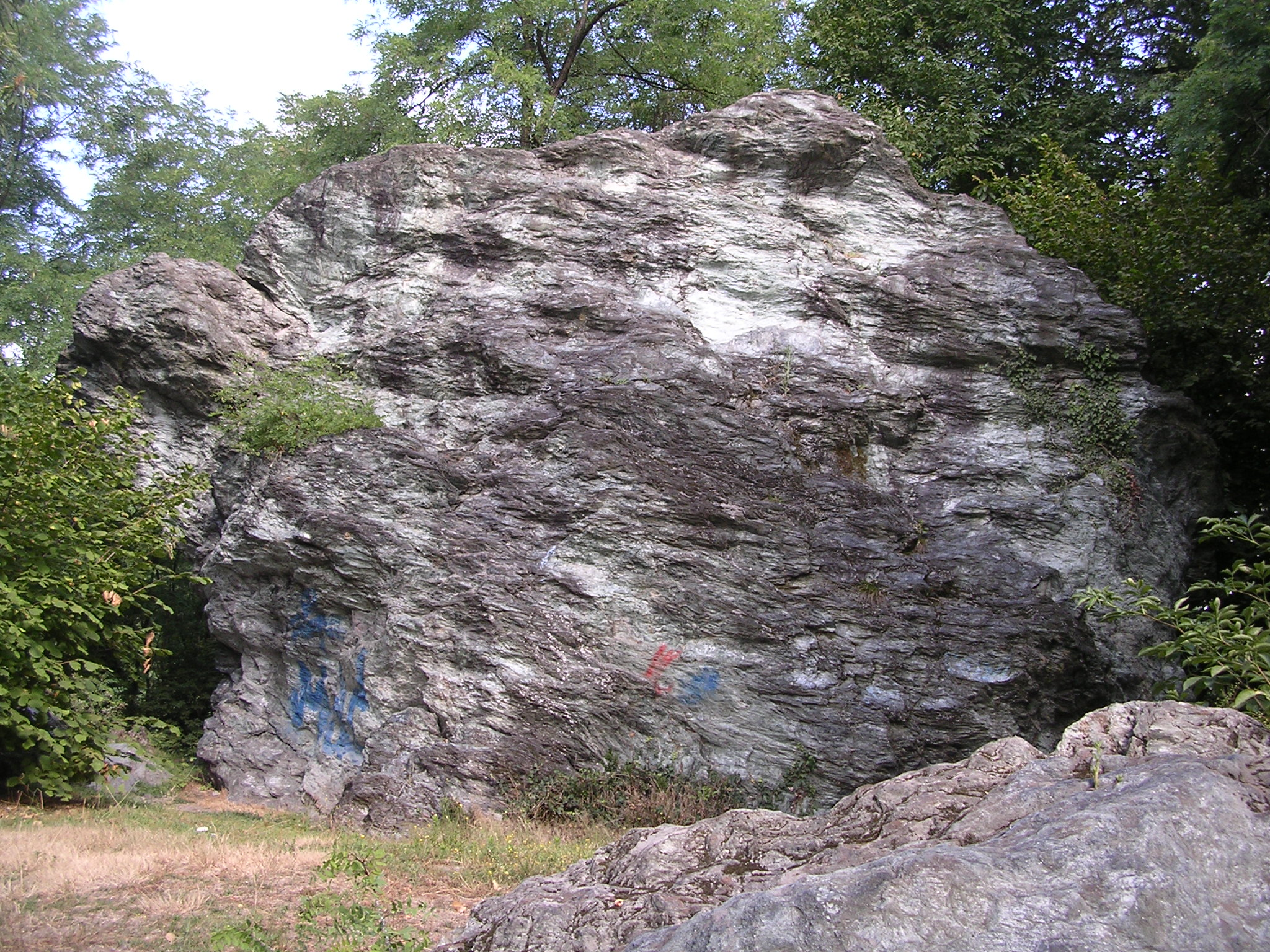
Il Sasso di Preja Büia

Il Sass da Preja Büia (letteralmente: sasso di pietra scura) è un grande masso erratico formato da talco scisti e serpentino, trasportato dai ghiacciai durante le glaciazioni, scolpito con molte incisioni dai popoli della prima età del ferro (II millennio a.C.). Vi si possono osservare soprattutto coppelle circolari ed altre forme, simboli di fertilità, utilizzate per riti sacri. Si trova a circa 200 m dall'oratorio di San Vincenzo, verso la vicina collina morenica.
Questo megalito è stato riconosciuto come Monumento naturale regionale di Preia Buia.

#### L'Obelisco Garibaldino
Inaugurato il 6 ottobre 1861, l'obelisco di Garibaldi era inizialmente posto in Piazza Garibaldi dietro all'antica chiesa di San Bernardino, poi abbattuta. In seguito è stato trasportato a metà del lungo fiume in Viale Italia chiamato allea dai sestesi.
Il monumento, costituito da granito rosa di Baveno, ha una base quadrata ed un piedistallo che, con quattro sfere di bronzo, originariamente proiettili raccolti dopo le battaglie del 1859, sostiene una piramide tronca alla cui sommità è posta una stella bronzea a sette punte
Sulle facce dell'Obelisco si leggono 3 iscrizioni:
"Qui sbarcava Garibaldi co' suoi armati la notte 23 maggio 1859 per disperdere lo straniero."
"Queste zolle in Lombardia furono le prime che si bagnarono d'italo sangue nella guerra. 1859"
"Qui il prode capitano C. De Cristoforis sfidava i perigli di non eguale tenzone con gli austriaci il 25 maggio 1859"

### Industrie storiche Sestesi

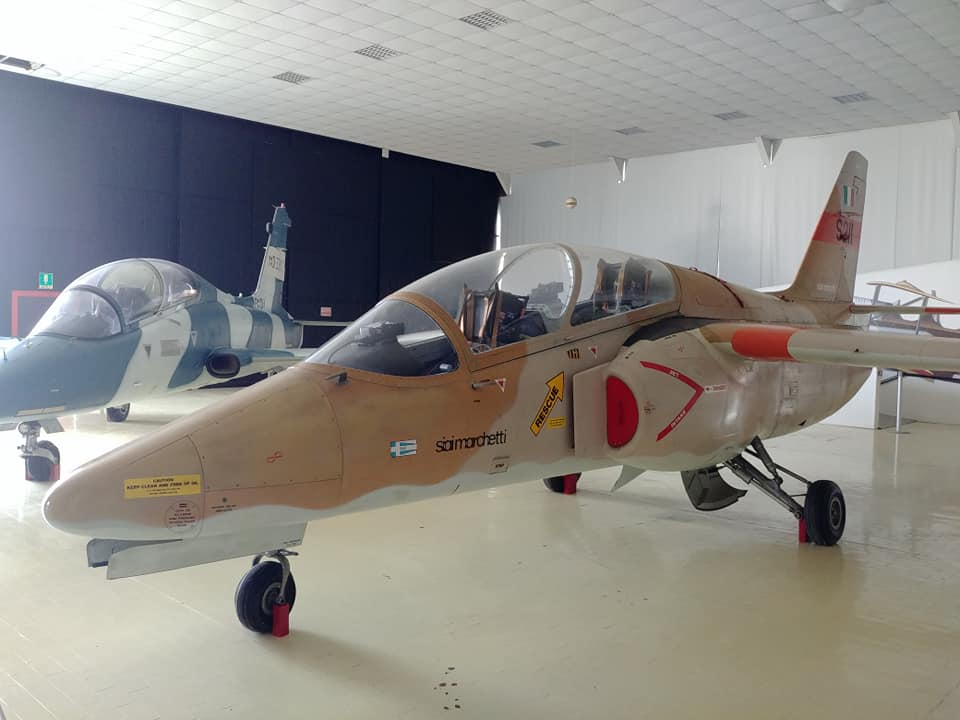
Un SIAI-Marchetti S-211, aereo prodotto negli stabilimenti di Sesto Calende e ora conservato a Volandia.

La prima industria di Sesto, sorta agli inizi dell'Ottocento, è la fabbrica di cordami di canapa Maioni che aveva sede presso il vecchio convento e che ha poi ospitato l'ex complesso SIAI-Marchetti.
Ma Sesto Calende entrerà nelle prime statistiche industriali grazie al diffondersi dell'industria vetraria sul lago Maggiore che deve le proprie origini alla raccolta dei sassi bianchi del fiume Ticino (cogoli), ricchi di quarzo e che da secoli venivano commerciati fino a Murano per produrre quei vetri tanto lucidi. Nel 1871 venne fondata a Sant'Anna la prima vetreria industriale sotto la proprietà di Angelo Bordoni, a cui poi si aggiungeranno i soci Antonio Mognoni, Vincenzo Bertoluzzi e Luigi Bonavia.
In paese si diffondono così i Maestri Vetrai che si costituiranno poi in cooperativa e che nel 1906 fonderanno una seconda vetreria, la VOF, Vetreria Operaia Federale, la cui storia industriale continuerà fino al 1996 come AVIR.
Anche l'indotto dell'industria vetraria di Sesto Calende dava lavoro a molti operai; come le ditte di Giovanni Brovelli e Antonio Bassetti che producevano imballaggi in paglia per damigiane e buste di paglia per bottiglie.
L'industria meccanica era degnamente rappresentata dalle ditte Boidi e Astori, sviluppatesi durante il primo conflitto mondiale grazie alla produzione di proiettili.
Al 1885 risale la prima fabbrica tessile cotoniera appartenente alla famiglia Bogni, mentre dal 1862 fino al 1935 era presente in paese una filanda di seta.
Ma la vera novità per Sesto e che caratterizzò il suo sviluppo socioeconomico fino a giorni nostri, fu l'avvento dell'industria aeronautica: nel 1913 il sestese Luigi Capè, insieme a Domenico Santoni, costituiranno la "Savoia. Società Costruzioni Aeronautiche" che nel 1915 diventerà la Società Idrovolanti Alta Italia (SIAI) che grazie alle capacità imprenditoriali della famiglia Capè, alle commesse statali assicurate dal ministero dell'Aeronautica e dal genio progettuale dell'ing. Alessandro Marchetti, porteranno il nome di Sesto Calende ad essere famoso in tutto il mondo. Nel 1940 dava lavoro a ben 11.000 operai.

## Società

### Evoluzione demografica

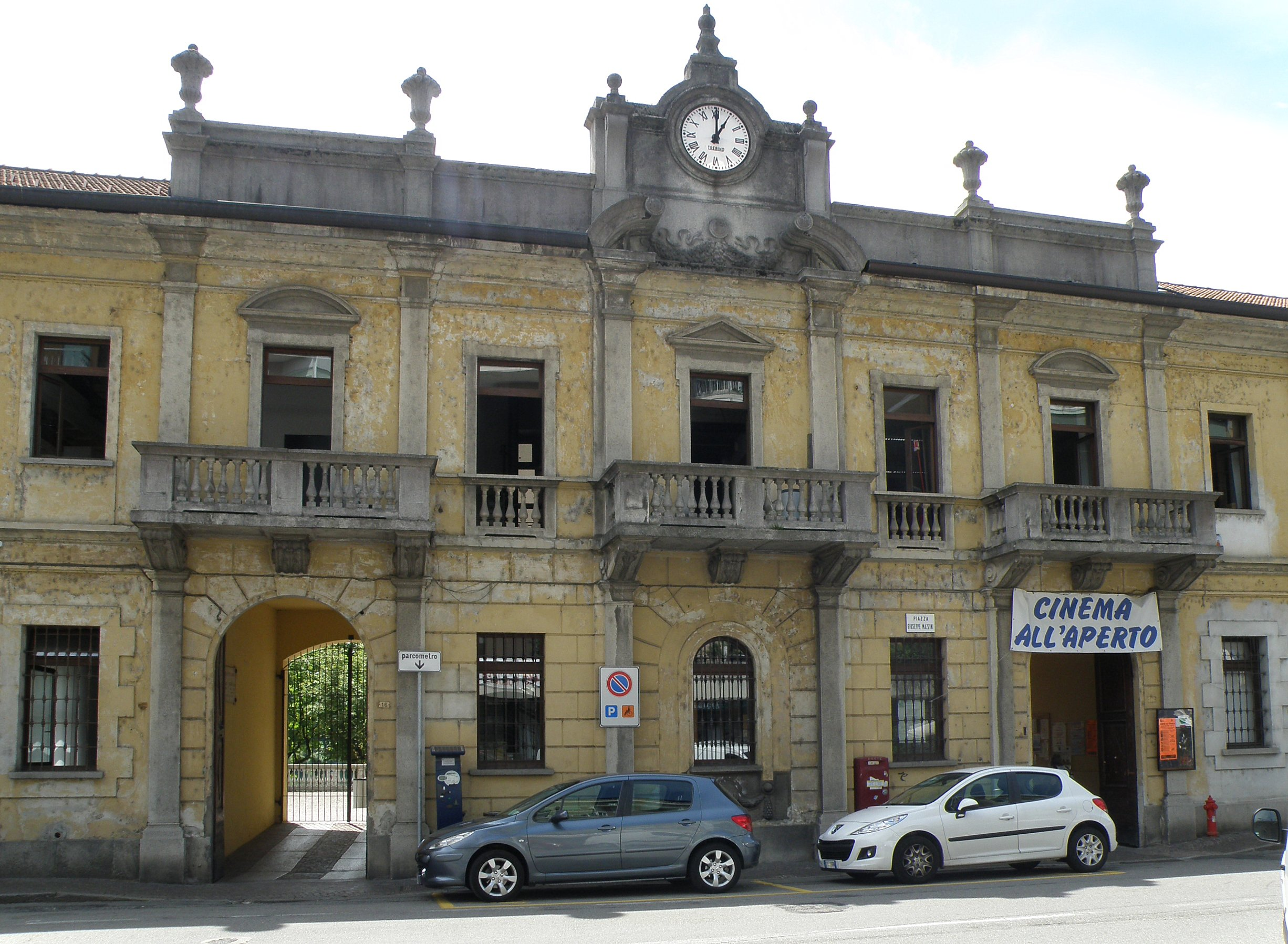
Il municipio.

- 1 200 nel 1751
- 1 400 nel 1805
- 2 642 nel 1853
- 2 967 nel 1861

Abitanti censiti

## Cultura
- Coro Alpino Sestese[18]

### Istruzione
- Scuola Superiore Statale Carlo Alberto Dalla Chiesa[19]
- Scuola Media Statale Luigi Bassetti[20]
- Centro Studi "Angelo Dell'Acqua"[21] (Istituto Paritario "CENSAD" - dal 1857 al 2009 Istituto Orsoline U.R.). Comprende Scuola Elementare "Sant'Angela Merici", Scuola Media "Luigi Capè", Liceo Scientifico Mericianum
- Scuola Elementare Giuseppe Ungaretti
- Scuola Elementare Matteotti (Mulini)
- Scuola Elementare Toti (Lisanza)

### Biblioteche
- Biblioteca Comunale[22]
- Biblioteca Angelo Dell'Acqua

### Musei
- Museo Archeologico della cultura di Golasecca[23]
- Museo scienze naturali del Parco del Ticino
- Pinacoteca Cesare da Sesto
- Museo Angelo Dell'Acqua

### Media

#### Stampa
- Il Ponte di Sesto Calende
- Sei di Sesto

#### Radio
A Sesto Calende hanno sede le emittenti Radio2Laghi (irradiata in modulazione di frequenza con copertura locale) e la webradio NeverWasRadio.

## Geografia antropica

### Località abitate[24]
Frazioni: Abbazia, Lentate Verbano, Lisanza, Mulini, Oneda, San Giorgio, Sciuino
Nuclei abitati: Cocquo, Loca, Oriano Sopra Ticino, Sant'Anna

## Infrastrutture e trasporti

### Strade
- S.S. 33 del Sempione
- S.P. 69 Sesto Calende - Luino di S. Caterina
- A8 Milano - Laghi
- A26 Voltri - Gravellona

### Ferrovie
La stazione di Sesto Calende è punto di interscambio delle tratte ferroviarie Domodossola-Milano e Luino-Oleggio: le banchine sono divise in due piazzali connesse tra di loro che servono le rispettive linee.

### Aeroporti
- Milano Malpensa

## Amministrazione
| Periodo | Periodo   | Primo cittadino     | Partito                                     | Carica  | Note |
| ------- | --------- | ------------------- | ------------------------------------------- | ------- | ---- |
| 2024    | in carica | Elisabetta Giordani | lista civica Sesto Futura - Alleanza Civica | Sindaco |      |

## Sport
Nell'ambito comunale sono presenti diverse associazioni che si occupano della formazione dei giovani atleti in diverse discipline:
- Basket School Sesto Calende[25]
- U.S. Sestese Calcio[26]
- Circolo Sestese Canoa Kayak[27]
- Sci Club Sesto Calende[28]
- Sezione C.A.I. di Sesto Calende[29]
- ASD Real Sesto - Calcio a 5
- Pallavolo Sestese[30]
- Velo Club Sestese, Società ciclistica dilettantistica[31]
- Sesto Lisanza '76 (Atletica, Ginnastica Artistica, Orienteering)
- Slackline parco Europa

## Cucina
L'amministrazione cittadina annovera due prodotti a "denominazione comunale": il raviolo di Sesto Calende (farcito con Pesce persico di lago, gambero di fiume e menta) e il liquore Veleno.